# Flash Wolves

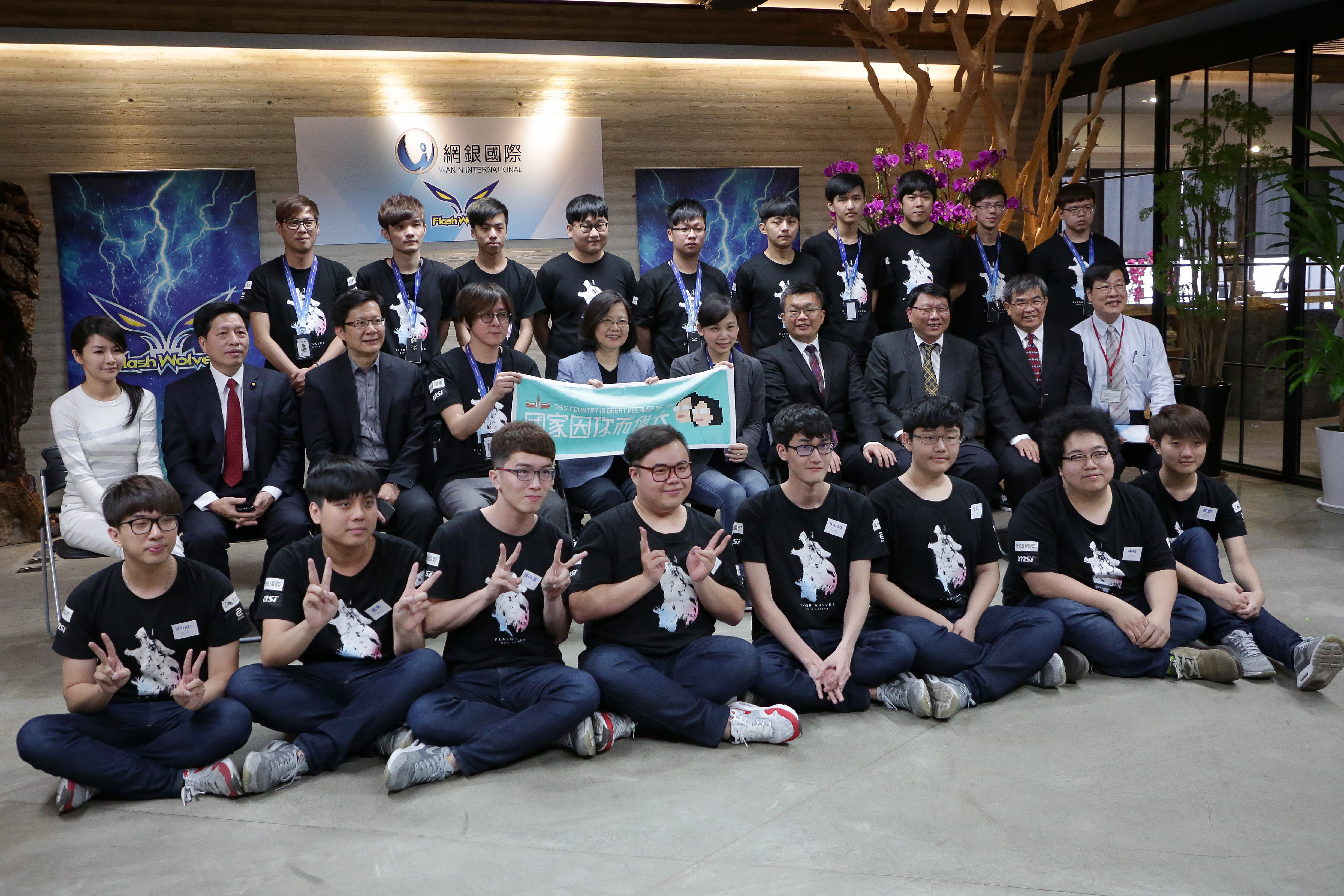
Teamfoto 2017

Flash Wolves ist eine taiwanesische E-Sport-Organisation. Sie wurde im Jahr 2013 als League of Legends Team gegründet. Mittlerweile besitzt die Organisation sowohl Teams und Spieler in League of Legends und Overwatch.

## League of Legends
Die im Jahr 2013 gegründete Abteilung in League of Legends trat in der Season 3 noch als IRONMEN an. Nach guten Auftritten in der Taiwan e-Sports League wurden sie zu den Regionalen Finals eingeladen. Im Oktober 2013 nannte sich das Team dann in Flash Wolves um und erspielte sich das Recht an der von Riot Games gesponserten Garena Premier League teilzunehmen. Nach einer durchwachsenen Spring Split 2014 und einem relativ starken Summer Split 2014 qualifizierte sich das Team für die IEM Taipei, welche auch gewonnen werden konnte. Nach dem Riot Games am Anfang vom Jahr 2015 ankündigte eine neue taiwanesische Liga, die League Master Series, zu gründen qualifizierten die Flash Wolves direkt für diese und beendeten den Spring Split der 2015er Saison auf dem zweiten Platz. Durch den Sieg im letzten Jahr bei der IEM Taipei waren die Flash Wolves für die IEM Katowice 2015 qualifiziert in der das Team bis ins Halbfinale vordringen. Nach einem dritten Platz im League Master Series Summer Split 2015 und dem Sieg im Regionalen Qualifikationsturnier gegen Hong Kong Esports qualifizierten sich die Flash Wolves für die WM 2015. Dort schlossen sie das Turnier unter den Top 8 ab und bekamen den inoffiziellen Titel der „Korean Slayers“, da sie als einziges Team seit zwei Jahren ihre Gruppe bei der WM vor einem koreanischen Team beendeten.
Nach einem dominanten Spring Split 2016 in welchem die Flash Wolves von dem Jungle – Midlane Duo Hung „Karsa“ Hau-Hsuan – Huang „Maple“ Yi-Tang geleitet wurden, war das Team für das Mid-Season Invitational qualifiziert. Dort konnten sie bis ins Halbfinale vorstoßen, ehe sie gegen Counter Logic Gaming mit 1:3 verloren. Sie konnten sich auch für die WM 2016 durch den Sieg des League Master Series Summer Split 2016 qualifizieren. Dort unterlagen sie Cloud9, SK Telecom T1 in der Gruppenphase. Trotzdem konnten sie ihren Ruf als „Korean Slayers“ aufrechterhalten, da sie SK Telecom T1 deren einzige Niederlage des gesamten Turniers zufügen konnten. Nach einem Wechsel auf der AD-Carrie Position von Hsiung „NL“ Wen-An zu Lu „Betty“ Yu-Hung konnte das Team sehr dominant die IEM Katowice 2017 gegen G2 Esports mit 2:1 gewinnen.

### Aktuelles Lineup
| Nat.      | Name                     | Position      |
| --------- | ------------------------ | ------------- |
| Taiwan    | Su „Hanabi“ Chia-Hsiang  | Top           |
| Korea Sud | Kim „Moojin“ Moo-jin     | Jungle        |
| Taiwan    | Huang „Maple“ Yi-Tang    | Mid           |
| Taiwan    | Lu „Betty“ Yu-Hung       | AD-Carry      |
| Taiwan    | Hu „SwordArt“ Shuo-Jie   | Support       |
| Taiwan    | Yu „MMD“ Li-Hung         | Top/Ersatz    |
| Taiwan    | Chen „Morning“ Kuan-Ting | Jungle/Ersatz |

### Erfolge (Auszug)
| Datum          | Platz | Turnier                               | Preisgeld     |
| -------------- | ----- | ------------------------------------- | ------------- |
| August 2014    | 1.    | Hong Kong Esports Tournament Season 2 | 80.000 HK$    |
| Januar. 2015   | 1.    | IEM Season IX – Taipei                | 25.000 HK$    |
| März 2015      | 2.    | 2015 LMS Spring Season                | 900.000 NT$   |
| September 2015 | 3.    | 2015 LMS Summer Season                | 500.000 NT$   |
| April 2016     | 1.    | 2016 LMS Spring Season                | 1.500.000 NT$ |
| August 2016    | 1.    | 2016 LMS Summer Season                | 1.500.000 NT$ |
| Februar 2017   | 2.    | IEM Season 11 – World Championship    | 70.000 $      |

## Overwatch

### Aktuelles Lineup
| Nat.   | Name                   | Rolle   |
| ------ | ---------------------- | ------- |
| Taiwan | Lu „Zonda“ Zhongda     | DPS     |
| Taiwan | Luo „Baconjack“ Zihuan | DPS     |
| Taiwan | JI „Jongie“ Zicheng    | Tank    |
| Taiwan | Syu „KMoMo“ Maojyun    | Tank    |
| Taiwan | Huang „Realment“ Boxun | Support |
| Taiwan | Li „S1nkler“ Jiahao    | Support |